# Leptopsammia trinitatis
Leptopsammia trinitatis is een rifkoralensoort uit de familie van de Dendrophylliidae. De wetenschappelijke naam van de soort is voor het eerst geldig gepubliceerd in 1987 door Hubbard & Wells.